# Frantisek Sorm
František Šorm (28 février 1913 à Prague - 18 novembre 1980) est un chimiste tchèque connu pour la synthèse de composés naturels, principalement des terpènes et des composants biologiquement actifs des plantes. Šorm est le fondateur de l'Institut de chimie organique et de biochimie de l'Académie tchécoslovaque des sciences.

## Biographie
Šorm étudie à la Faculté de chimie de l'université technique de Prague (plus tard Institut de technologie chimique, VŠCHT) terminant ses études en 1936. Pendant la guerre, Šorm travaille dans un laboratoire de chimie. Après la guerre, il retourne à l'université et en 1946 est nommé professeur au VŠCHT. En 1950, Šorm est nommé professeur de chimie organique à l'université Charles de Prague.
En 1952, Šorm devient directeur de l'Institut de chimie organique et de biochimie, qui fait partie de la nouvelle Académie tchécoslovaque des sciences, et secrétaire général de l'Académie. De 1962 à 1969, il est le deuxième président de l'Académie (après Zdeněk Nejedlý).
František Šorm est un communiste convaincu et membre du Comité central du Parti communiste tchécoslovaque. Dans son rôle de scientifique et d'organisateur, cependant, il ne considère que les capacités professionnelles de ses collègues, pas leur position politique. En 1968, il soutient la politique de réforme du Printemps de Prague. Après l'occupation soviétique de la Tchécoslovaquie (contre laquelle il proteste), Šorm est démis de ses fonctions administratives, se voit interdire d'assister à des conférences à l'étranger et est, à l'âge de 60 ans, contraint à une retraite anticipée. Plus tard, il vit dans l'isolement et meurt d'une crise cardiaque.
L'institut fondé par Šorm décerne désormais une médaille portant le nom du scientifique. L'astéroïde 3993 Šorm, découvert par Antonín Mrkos, porte son nom depuis 1988.